# Библиотека на Целс
Библиотеката на Целс e антична сграда на библиотека в Ефес (в днешна Турция).
Построена е между 114 и 125 г. от Тиберий Юлий Аквила Полемеан в чест на баща му Тиберий Юлий Целс Полемеан. Бащата и синът са римски сенатори и консули. В долната част се намира гробната камера, където е положен мраморният саркофаг на Целс.
Библиотеката е завършена от богатия ефесец Тиберий Клавдий Арисцион и e пазила 12 000 книги – рула, поставени в ниши. Дълга е 23 м и дълбока 17 м., вътрешността e на 3 етажа с размери 16,72 x 10,92 м. През края на 3 век претърпява пожар и земетресение. След това не е възстановена.
През 1905 – 1906 г. е разкопана, през 1970 – 1978 г. фасадата е изправена.